# Clistopyga lopezrichinii
Clistopyga lopezrichinii là một loài tò vò trong họ Ichneumonidae.